# Mulloidichthys vanicolensis
 Mulloidichthys vanicolensis és una espècie de peix de la família dels múl·lids i de l'ordre dels perciformes que es troba des del Mar Roig fins a les Hawaii, les Illes Marqueses, les Illes de la Societat i el sud del Japó.
Els mascles poden assolir els 38 cm de longitud total.